# Duvimioso Terra

Duvimioso Terra (Florida, 30 de marzo de 1856-Montevideo, 14 de febrero de 1930) fue un abogado uruguayo, político del Partido Nacional. Primer Decano de la Facultad de Derecho de la Universidad de la República.

## Biografía
Hijo de Duvimioso Terra da Silveyra y María Josefa Barboza González. Casado en primeras nupcias en 1877 con Julia Sanz Díaz y en segundas, en 1886 con Fabiana María Sara Urioste Montaño.
Graduado en jurisprudencia a los 25 años y luego fue un eminente profesor de derecho civil, fue decano de la Facultad de Derecho hasta 1886, cuando renunció tras un violento incidente con el rector de la Universidad de la República, Alfredo Vásquez Acevedo. 

## Actividad política

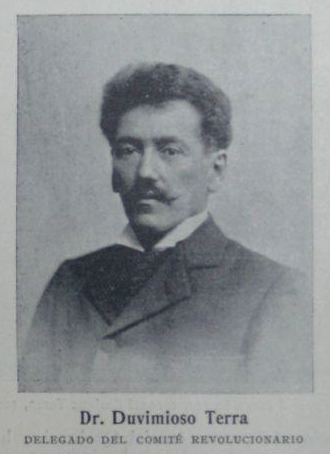
Terra a principios del.

Se desempeñó durante un período como fiscal del Crimen en el Ministerio de Justicia (Uruguay) y luego en el extinto Ministerio de Culto e Instrucción (1886-1888) durante la presidencia de Máximo Tajes. En 1891, después de fracasar en un intento golpista contra Julio Herrera y Obes (que significó la muerte de Pantaleón Pérez, entre otras personas), se radicó en Buenos Aires donde revalidó su título. Fue vicepresidente de la Junta de Guerra provisoria (setiembre de 1896) y del Comité de Guerra creado en febrero de 1897 en Buenos Aires por un sector del Partido Nacional para respaldar y asistir los aprestos rebeldes que derivarían en la revolución de 1897. 
Designado delegado político del Comité en esa campaña, ingresó a territorio oriental junto a Diego Lamas y estuvo presente en la Batalla de Tres Árboles. Pero junto a José Núñez dejó luego las tropas revolucionarias, disconforme con el liderazgo de Aparicio Saravia (que no lo apreciaba y según él le decía: «ese doctorcito del nombre raro») y, de nuevo en Buenos Aires, boicoteó las negociaciones que condujeron al pacto de la Cruz que puso fin a los combates. Alejado de la mayoría partidaria, se opuso a ella durante a la revolución de 1904. Conspirador irredento, en 1910 se sumó a un intento revolucionario que pretendía impedir la segunda elección de José Batlle y Ordóñez como presidente de Uruguay. Luego de eso fue Diputado por Montevideo desde 1914 hasta 1923 e integró la Asamblea Constituyente que debatió la Constitución de 1830, fue senador por el departamento de Treinta y Tres, desde 1925 hasta su fallecimiento en 1930, y presidió la Cámara de Senadores durante 1926, hasta 1928.